# Joanna Hayes
Joanna Dove Hayes (Williamsport, 23 dicembre 1976) è un'ex ostacolista statunitense, campionessa olimpica dei 100 metri ostacoli ad Atene 2004.

## Biografia
Fino al 2012 ha detenuto il record olimpico dei 100 m hs con il tempo di 12"37, stabilito il 24 agosto 2004 ai Giochi olimpici di Atene.
Attualmente è anche allenatrice di atletica leggera alla Brentwood School di Los Angeles. È la figlia dell'avvocato di Los Angeles Ted Hayes.

## Palmarès
| Anno | Manifestazione      | Sede          | Evento   | Risultato  | Prestazione | Note            |
| ---- | ------------------- | ------------- | -------- | ---------- | ----------- | --------------- |
| 1999 | Mondiali            | Siviglia      | 400 m hs | Batteria   | 55"38       |                 |
| 2003 | Giochi panamericani | Santo Domingo | 400 m hs | Oro        | 54"77       |                 |
| 2003 | Mondiali            | Saint-Denis   | 400 m hs | Semifinale | 55"35       |                 |
| 2004 | Mondiali indoor     | Budapest      | 60 m hs  | 4ª         | 7"86        |                 |
| 2004 | Giochi olimpici     | Atene         | 100 m hs | Oro        | 12"37       | Record olimpico |
| 2005 | Mondiali            | Helsinki      | 100 m hs | Finale     | dq          |                 |

## Campionati nazionali
- 1 volta campionessa nazionale NCAA dei 400 metri ostacoli (1999)
- 1 volta campionessa nazionale juniores dei 100 metri ostacoli (1995)

1995
- Oro ai campionati statunitensi juniores, 100 m hs

1999
- Bronzo ai campionati statunitensi, 400 m hs - 55"76
- Bronzo ai campionati NCAA, 100 m hs - 12"89
- Oro ai campionati NCAA, 400 m hs - 55"16

2003
- Argento ai campionati statunitensi, 400 m hs - 54"76

2004
- Argento ai campionati statunitensi, 100 m hs - 12"55

2005
- Argento ai campionati statunitensi, 100 m hs - 12"77

## Altre competizioni internazionali
2004
- Oro alla World Athletics Final ( Monaco), 100 m hs - 12"58

2005
- 6ª alla World Athletics Final ( Monaco), 100 m hs - 12"78

2008
- 7ª alla World Athletics Final ( Stoccarda), 100 m hs - 13"06